# Beenie Man
Beenie Man (született Anthony Moses Davis, Kingston, Jamaica, 1973. augusztus 22.-)  jamaicai reggae és dancehall zenész.

## Lemezei

### Nagylemezek
- The Invincible Beenie Man: The Incredible Ten Year Old DJ Wonder (1983)
- Cool Cool Rider (1992)
- Defend It (1993)
- Blessed (1994)
- Guns Out with Bounty Killer (1994)
- Maestro (1995)
- Many Moods Of Moses (1997) (jelölés Grammy-díjra)
- Ruff N Tuff (1999)
- The Doctor (1999)
- Y2K (1999)
- Art and Life (2000)
- Trendsetter (2000)
- Youth Quake (2001)
- Gold – The Very Best Of (2002)
- Tropical Storm (2002)
- Back To Basics (2004)
- Cool Cool Rider – The Roots Of A Dancehall Don (2004)
- Kingston To King Of The Dancehall (2005)
- Its Ah! Beenie (riddim mixtape) (2006)
- Undisputed (2006)

### Kislemezek
- "Slam" (1993)
- "Dancehall Queen" (1997) #90 (U.S.)
- "Who Am I" (1997) #40 (U.S.)
- "Tell Me" (1999)
- "Love Me Now" (2000)
- "Girls Dem Suga" with Mýa (2000) #54 (U.S.)
- "I'm Serious" (2001) (T.I. song featuring Beenie Man)
- "Feel It Boy" with Janet Jackson (2002) #28 (U.S.)
- "Bossman" with Sean Paul and Lady Saw (2002) (U.S.)
- "Doctors Orders" with Cecile (2004)
- "Dude" with Ms. Thing (2004) #26 (U.S.)
- "King of the Dancehall" (2004) #80 (U.S.)
- "Compton" (2004) (Guerilla Black song featuring Beenie Man)
- "Specialists" (2005)
- "Girls" with Akon (2006) #47 (UK)
- "Hmm Hmm" (2006)
- "Dancehall Champion" with Kevin Lyttle (2006)
- "We Set the Trend" (2006)
- "Let The Battle Begin" with Patrice Roberts (2006)
- "Bulletproof Vest" [Bounty Killer diss] (2006)
- "Bomboclaat" [Bounty & Mavado diss] (2006)
- "Product of the Ghetto" (2007)
- "I Will Never" [Bounty Killer diss] (2007)
- "Heaven Baby" Brooke Hogan featuring Beenie Man (2007)